# Zen (MP3-Player)

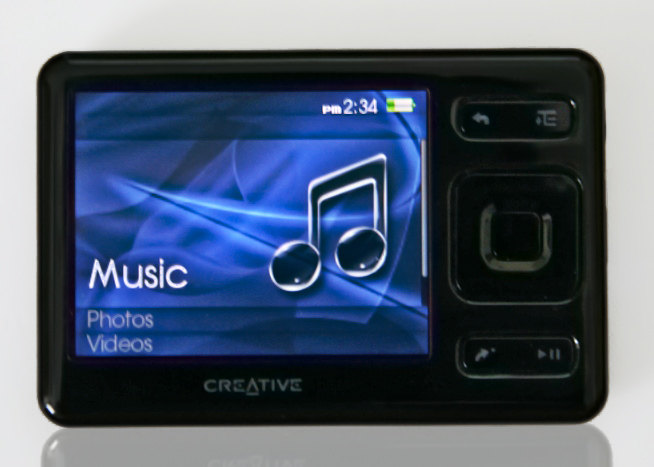
Creative ZEN

Der ZEN ist ein MP3-Player mit eingebautem FM-Radio der Firma Creative, der auch Videos abspielen kann. Er wird mit 2, 4, 8, 16 oder 32 GB Speicherkapazität angeboten, außerdem ist der Speicher durch SD-Karten erweiterbar. Mittlerweile bezeichnet der Name ZEN jedoch nicht nur den spezifischen MP3-Player, sondern auch die ebenfalls von Creative eingeführte gleichnamige MP3-Playerserie. Diese umfasst die Modelle Style 100,  Stone, Stone+, V und V+.

## Technische Daten
| Kenngröße    | Daten                                         |
| ------------ | --------------------------------------------- |
| Gewicht      | 64 g                                          |
| Abmessungen  | 55 mm × 83 mm × 12 mm                         |
| Akkulaufzeit | 25 h Audiowiedergabe oder 5 h Videowiedergabe |
| Audioformate | AAC (.M4A), MP3, WMA, WAVE und Audible        |
| Videoformate | WMV- und DivX/XviD (320 × 240)                |
| Display      | 2,5-Zoll-Farbdisplay mit 16,7 Mio. Farben     |
| Sonstiges    | FM-Radio und Mikrofon                         |